# Disturbo psicotico condiviso
Il disturbo psicotico condiviso o folie à deux (letteralmente, "follia condivisa da due") è una rara sindrome psichiatrica, eliminata con l’uscita del DSM-5, nella quale un sintomo di psicosi (spesso una convinzione delirante, di tipo paranoica) viene trasmessa da un individuo all'altro. La stessa sindrome condivisa da più di due persone può essere chiamata folie à trois, folie à quatre, folie à famille o anche folie à plusieurs (follia di molti).
Il disturbo è stato scoperto nel 1877 dagli psichiatri francesi Ernest-Charles Lasègue e Jean-Pierre Falret; per questo motivo è anche conosciuta come sindrome di Lasègue-Falret.

## Descrizione
La sindrome è solitamente diagnosticata quando gli individui affetti vivono in stretto contatto e intimità, sono socialmente isolati e hanno scarse interazioni con altre persone.
Sono state proposte diverse sotto-classificazioni del disturbo psicotico condiviso per descrivere come la credenza delirante sia trasmessa a più di una persona.
- Folie imposée, nella quale una persona dominante (nota come "induttore", "primaria" o "principale") crea inizialmente un pensiero delirante durante un episodio psicotico e lo impone su un'altra persona o su altre persone (nota/e come "secondaria/e" o "associato/i"), presumendo che il soggetto "secondario" non avrebbe avuto il disturbo psicotico se non avesse interagito con l'induttore. In questo caso, se gli individui sono ricoverati separatamente in ospedale, i deliri della persona indotta di solito scompaiono senza l'utilizzo di farmaci.
- Folie simultanée, nella quale due persone, che indipendentemente soffrono di psicosi, influenzano il contenuto dei rispettivi deliri, in modo che diventino uguali o molto simili tra loro[4].
- Folie induite.
- Folie communiquée.

Il disturbo psicotico condiviso continua ad essere una curiosità psichiatrica. Il manuale diagnostico e statistico dei disturbi mentali afferma che una persona non può essere diagnosticata come delirante se la credenza in questione è "comunemente accettata dagli altri membri della loro cultura o sottocultura". Quando una comunità di persone finisce per credere a qualcosa di falso e potenzialmente pericoloso basandosi esclusivamente sul "sentito dire", queste credenze non sono considerate deliri clinici dalla professione psichiatrica e sono etichettati invece come "isteria di massa".

## Diagnosi
Il disturbo psicotico condiviso è spesso difficile da diagnosticare. In genere la persona affetta da questa sindrome non cerca aiuti in quanto non riconosce come anormali le sue credenze deliranti, essendo imposte da un'induttore dominante a cui ripongono fiducia. Inoltre, siccome i deliri si sviluppano e si fortificano gradualmente le persone affette tenderanno a dubitarne sempre di meno con il passare del tempo.
Il paziente deve riscontrare tre criteri:
1. Devono presentare pensieri deliranti sviluppati nel contesto di uno stretto contatto con qualcuno affetto da psicosi già presente.
2. La credenza delirante deve essere molto simile o anche identica a quella già stabilita nell'induttore primario.
3. Il sintomo psicotico non può essere spiegato da nessun altro disturbo psicologico, da disturbi dell'umore, da abuso di sostanze o da condizioni mediche.

### Prevalenza
Questa sindrome si riscontra più comunemente nelle donne con un quoziente intellettivo leggermente superiore alla media, che sono state isolate dalla loro famiglia, e che sono in una relazione con una persona dominante che presenta sintomi psicotici. La maggior parte dei pazienti riscontrano anche i criteri diagnostici per il disturbo dipendente di personalità; inoltre, il 55% delle persone affette da disturbo psicotico condiviso possiedono un parente affetto da un distrurbo psichiatrico che includeva deliri, risultando in una maggiore suscettibilità ai disturbi mentali.

## Casi documentati
- Nel 1895, Michael Cleary convinse diversi amici e parenti che sua moglie, Bridget Cleary, era una mutaforma sostituita da una fata; loro lo assistettero ad abusare fisicamente della donna per "scacciare le fate", arrivando a ucciderla bruciandola viva. Gli psicologi H. O'Connell e P.G. Doyle ritengono che la folie à plusieurs sia stata almeno un fattore parziale nell'omicidio.
- Il 2 febbraio 1933, le sorelle francesi Christine e Léa Papin uccisero brutalmente la moglie e la figlia del loro datore di lavoro senza che avessero mai mostrato segnali allarmanti prima di allora. Le due sorelle avevano un legame esclusivo, sebbene Léa sarebbe apparsa più "sottomessa" a Christine.
- Lo psichiatra Reginald Medlicott ritenne che l'omicidio di Honorah Rieper fosse da attribuire a un caso di folie à deux: due ragazze di sedici e quindici anni, Pauline Parker (figlia della vittima) e Juliet Hulme, si influenzarono a vicenda per mesi, alimentando una morbosa amicizia co-dipendente e precipitando in una sorta di realtà dissociata. Alla prospettiva di essere separate per volere dei genitori, le ragazze presero la decisione di uccidere Rieper, ai loro occhi la responsabile dell'imminente divisione. In seguito al processo, fu decretato che le due non si incontrassero mai più e condussero una vita normale. Il caso è stato trattato nel celebre film Creature del cielo del neozelandese Peter Jackson.
- Le sorelle June e Jennifer Gibbons avevano un rapporto quasi simbiotico: non comunicavano con nessun altro a di fuori di loro stesse (attraverso una lingua inventata) e della sorella più piccola. Condividevano un accordo secondo il quale, se una di loro fosse morta, l'altra avrebbe dovuto condurre una vita normale. In seguito a un ricovero in ospedale per piccoli atti delinquenziali commessi, decisero che era necessario che una di loro morisse e Jennifer accettò. La ragazza morì poco dopo in circostanze mai specificate e, come concordato, June ebbe un'esistenza ordinaria.
- Nel maggio 2008 le sorelle gemelle Ursula e Sabina Eriksson, senza alcuna ragione apparente, iniziarono a dare segni di squilibrio, camminando lungo un'autostrada e gettandosi ripetutamente nel traffico nel tentativo attivo di farsi investire, anche quando le forze dell'ordine intervennero per fermarle. Riportando ferite di varia entità, le donne vennero ricoverate in ospedale e si affermò che Sabina fosse la malata "secondaria" di un disturbo psicotico condiviso, ovvero sottoposta all'influenza o alla presenza della sua gemella Ursula, ritenuta la malata "primaria". Sabina venne rilasciata dall'ospedale prima della sorella ma continuò ad agire in modo disturbato, finché non uccise un uomo pugnalandolo a morte.